# 布忍駅
布忍駅（ぬのせえき）は、大阪府松原市北新町一丁目にある、近畿日本鉄道（近鉄）南大阪線の駅である。駅番号はF08。

## 歴史
- 1922年（大正11年）4月18日：大阪鉄道の道明寺 - 布忍間延伸時に終着駅として開業[1][2]。
- 1923年（大正12年）4月13日：大阪鉄道が大阪天王寺（現在の大阪阿部野橋）まで延伸、途中駅となる[3]。
- 1943年（昭和18年）2月1日：関西急行鉄道が大阪鉄道を合併[3]。関西急行鉄道天王寺線の駅となる。
- 1944年（昭和19年）6月1日：戦時統合により関西急行鉄道が南海鉄道（現在の南海電気鉄道の前身。後に再独立）と合併、近畿日本鉄道南大阪線の駅となる[3]。
- 2007年（平成19年）4月1日：PiTaPa使用開始[4]。
- 2019年（令和元年）10月29日：駅舎のある2番（大阪阿部野橋駅方面）ホームと1番（河内松原・古市・橿原神宮前・吉野方面）ホームが、エレベーターと高架橋でつながれ、ベビーカーや車椅子などで移動できるバリアフリー化工事が完了した[5]。

## 駅構造
相対式2面2線ホームを持つ地上駅。ホーム有効長は6両分。駅舎（改札口）は2番ホームの古市寄りにあり、反対側の1番ホームへは階段で上り下りする地下道・およびエレベーターで昇降する高架橋で連絡している。
藤井寺駅が管理する有人駅で、PiTaPa・ICOCA対応の自動改札機および自動精算機（回数券カードおよびICカードのチャージに対応）が設置されている。なお、一部の時間帯は係員が不在となる。
当駅と高見ノ里駅の間には急なカーブがあり、通過列車は速度制限を受けて当駅を通過する。以前は現在の駐輪場に、貨物駅が設置されていた。

### のりば
| のりば | 路線       | 方向 | 行先             |
| ------ | ---------- | ---- | ---------------- |
| 1      | F 南大阪線 | 下り | 古市方面         |
| 2      | F 南大阪線 | 上り | 大阪阿部野橋方面 |

## 利用状況
2023年11月7日における1日乗降人員は4,721人である。
近年における1日乗降人員の推移は下表の通り。
| 年度               | 特定日利用状況 | 特定日利用状況 | 特定日利用状況 | 特定日利用状況 | 1日平均 乗車人員 | 出典        | 出典          |
| 年度               | 調査日         | 乗車人員       | 降車人員       | 乗降人員       | 1日平均 乗車人員 | 近鉄        | 大阪府        |
| ------------------ | -------------- | -------------- | -------------- | -------------- | ---------------- | ----------- | ------------- |
| 1990年（平成02年） | 11月06日       | 4,539          | 4,390          | 8,929          | 4,968            |             | [ 大阪府 1 ]  |
| 1991年（平成03年） | -              | -              | -              | -              | 4,977            |             | [ 大阪府 2 ]  |
| 1992年（平成04年） | 11月10日       | 4,202          | 4,063          | 8,265          | 4,977            |             | [ 大阪府 3 ]  |
| 1993年（平成05年） | -              | -              | -              | -              | 5,075            |             | [ 大阪府 4 ]  |
| 1994年（平成06年） | -              | -              | -              | -              | 5,045            |             | [ 大阪府 5 ]  |
| 1995年（平成07年） | 12月05日       | 4,019          | 3,927          | 7,946          | 4,814            |             | [ 大阪府 6 ]  |
| 1996年（平成08年） | -              | -              | -              | -              | 4,588            |             | [ 大阪府 7 ]  |
| 1997年（平成09年） | -              | -              | -              | -              | 4,405            |             | [ 大阪府 8 ]  |
| 1998年（平成10年） | 11月10日       | 3,533          | 3,517          | 7,050          | 4,102            |             | [ 大阪府 9 ]  |
| 1999年（平成11年） | -              | -              | -              | -              | 3,998            |             | [ 大阪府 10 ] |
| 2000年（平成12年） | 11月07日       | 3,201          | 3,212          | 6,413          | 3,874            | [ 近鉄 1 ]  | [ 大阪府 11 ] |
| 2001年（平成13年） | -              | -              | -              | -              | 3,795            |             | [ 大阪府 12 ] |
| 2002年（平成14年） | -              | -              | -              | -              | 3,421            |             | [ 大阪府 13 ] |
| 2003年（平成15年） | 11月11日       | 3,109          | 2,945          | 6,054          | 3,212            | [ 近鉄 2 ]  | [ 大阪府 14 ] |
| 2004年（平成16年） | -              | -              | -              | -              | 3,092            |             | [ 大阪府 15 ] |
| 2005年（平成17年） | 11月08日       | 2,932          | 2,893          | 5,825          | 3,048            | [ 近鉄 3 ]  | [ 大阪府 16 ] |
| 2006年（平成18年） | -              | -              | -              | -              | 2,954            |             | [ 大阪府 17 ] |
| 2007年（平成19年） | -              | -              | -              | -              | 2,959            |             | [ 大阪府 18 ] |
| 2008年（平成20年） | 11月18日       | 2,782          | 2,726          | 5,508          | 2,920            |             | [ 大阪府 19 ] |
| 2009年（平成21年） | -              | -              | -              | -              | 2,812            |             | [ 大阪府 20 ] |
| 2010年（平成22年） | 11月09日       | 2,619          | 2,578          | 5,197          | 2,726            | [ 近鉄 4 ]  | [ 大阪府 21 ] |
| 2011年（平成23年） | -              | -              | -              | -              | 2,752            |             | [ 大阪府 22 ] |
| 2012年（平成24年） | 11月13日       | 2,533          | 2,468          | 5,001          | 2,693            | [ 近鉄 5 ]  | [ 大阪府 23 ] |
| 2013年（平成25年） | -              | -              | -              | -              | 2,766            |             | [ 大阪府 24 ] |
| 2014年（平成26年） | -              | -              | -              | -              | 2,711            |             | [ 大阪府 25 ] |
| 2015年（平成27年） | 11月10日       | 2,535          | 2,455          | 4,990          | 2,718            | [ 近鉄 6 ]  | [ 大阪府 26 ] |
| 2016年（平成28年） | -              | -              | -              | -              | 2,735            |             | [ 大阪府 27 ] |
| 2017年（平成29年） | -              | -              | -              | -              | 2,829            |             | [ 大阪府 28 ] |
| 2018年（平成30年） | 11月13日       | 2,565          | 2,492          | 5,057          | 2,819            | [ 近鉄 7 ]  | [ 大阪府 29 ] |
| 2019年（令和元年） | -              | -              | -              | -              | 2,823            |             | [ 大阪府 30 ] |
| 2020年（令和02年） | -              | -              | -              | -              | 2,262            |             | [ 大阪府 31 ] |
| 2021年（令和03年） | 11月09日       | 2,314          | 2,227          | 4,541          | 2,355            | [ 近鉄 8 ]  | [ 大阪府 32 ] |
| 2022年（令和04年） | 11月08日       | 2,311          | 2,263          | 4,574          | 2,563            | [ 近鉄 9 ]  | [ 大阪府 33 ] |
| 2023年（令和05年） | 11月07日       |                |                | 4,721          |                  | [ 近鉄 10 ] |               |

## 駅周辺
- 布忍神社
- 長尾街道
- 西除川
- 松原市立松原第三中学校
- 松原市立布忍小学校
- 松原市立四つ葉幼稚園（2014年4月に布忍幼稚園等4園が合併して設立）[7]
- 松原新町郵便局
- 阪南中央病院
- じゃんぼ松原食鮮館

## 隣の駅
近畿日本鉄道
F 南大阪線
■急行・■区間急行・■準急
通過
■普通
河内天美駅 (F07) - 布忍駅 (F08) - 高見ノ里駅 (F09)
- 括弧内は駅番号を示す。

### 記事本文

### 利用状況
1. ↑  駅別一日乗降人員 南大阪線 吉野線 - 近畿日本鉄道
2. ↑  大阪府統計年鑑 - 大阪府
3. ↑  市の統計データ - 松原市

#### 近畿日本鉄道
1. ↑  “駅別乗降人員 南大阪線 吉野線”.   近畿日本鉄道. 2002年2月21日時点のオリジナルよりアーカイブ。2025年2月27日閲覧。
2. ↑  “駅別乗降人員 南大阪線 吉野線”.   近畿日本鉄道. 2004年6月6日時点のオリジナルよりアーカイブ。2025年2月27日閲覧。
3. ↑  “駅別乗降人員 南大阪線 吉野線”.   近畿日本鉄道. 2007年10月30日時点のオリジナルよりアーカイブ。2025年2月27日閲覧。
4. ↑  “駅別乗降人員 南大阪線 吉野線”.   近畿日本鉄道. 2013年3月23日時点のオリジナルよりアーカイブ。2025年2月27日閲覧。
5. ↑  “駅別乗降人員 南大阪線 吉野線”.   近畿日本鉄道. 2013年6月9日時点のオリジナルよりアーカイブ。2025年2月27日閲覧。
6. ↑  “駅別乗降人員 南大阪線 吉野線”.   近畿日本鉄道. 2016年6月24日時点のオリジナルよりアーカイブ。2025年2月27日閲覧。
7. ↑  “駅別乗降人員 南大阪線 吉野線”.   近畿日本鉄道. 2020年2月18日時点のオリジナルよりアーカイブ。2025年2月27日閲覧。
8. ↑  近鉄線駅別乗降人員データ【調査日：令和3年11月9日(火)】 (PDF)
9. ↑  近鉄線駅別乗降人員データ【調査日：令和4年11月8日(火)】 (PDF)
10. ↑  近鉄線駅別乗降人員データ【調査日：令和5年11月7日(火)】 (PDF)

#### 大阪府統計年鑑
1. ↑  大阪府統計年鑑（平成3年） (PDF)
2. ↑  大阪府統計年鑑（平成4年） (PDF)
3. ↑  大阪府統計年鑑（平成5年） (PDF)
4. ↑  大阪府統計年鑑（平成6年） (PDF)
5. ↑  大阪府統計年鑑（平成7年） (PDF)
6. ↑  大阪府統計年鑑（平成8年） (PDF)
7. ↑  大阪府統計年鑑（平成9年） (PDF)
8. ↑  大阪府統計年鑑（平成10年） (PDF)
9. ↑  大阪府統計年鑑（平成11年） (PDF)
10. ↑  大阪府統計年鑑（平成12年） (PDF)
11. ↑  大阪府統計年鑑（平成13年） (PDF)
12. ↑  大阪府統計年鑑（平成14年） (PDF)
13. ↑  大阪府統計年鑑（平成15年） (PDF)
14. ↑  大阪府統計年鑑（平成16年） (PDF)
15. ↑  大阪府統計年鑑（平成17年） (PDF)
16. ↑  大阪府統計年鑑（平成18年） (PDF)
17. ↑  大阪府統計年鑑（平成19年） (PDF)
18. ↑  大阪府統計年鑑（平成20年） (PDF)
19. ↑  大阪府統計年鑑（平成21年） (PDF)
20. ↑  大阪府統計年鑑（平成22年） (PDF)
21. ↑  大阪府統計年鑑（平成23年） (PDF)
22. ↑  大阪府統計年鑑（平成24年） (PDF)
23. ↑  大阪府統計年鑑（平成25年） (PDF)
24. ↑  大阪府統計年鑑（平成26年） (PDF)
25. ↑  大阪府統計年鑑（平成27年） (PDF)
26. ↑  大阪府統計年鑑（平成28年） (PDF)
27. ↑  大阪府統計年鑑（平成29年） (PDF)
28. ↑  大阪府統計年鑑（平成30年） (PDF)
29. ↑  大阪府統計年鑑（令和元年） (PDF)
30. ↑  大阪府統計年鑑（令和2年） (PDF)
31. ↑  大阪府統計年鑑（令和3年） (PDF)
32. ↑  大阪府統計年鑑（令和4年） (PDF)
33. ↑  大阪府統計年鑑（令和5年） (PDF)